# 定海路

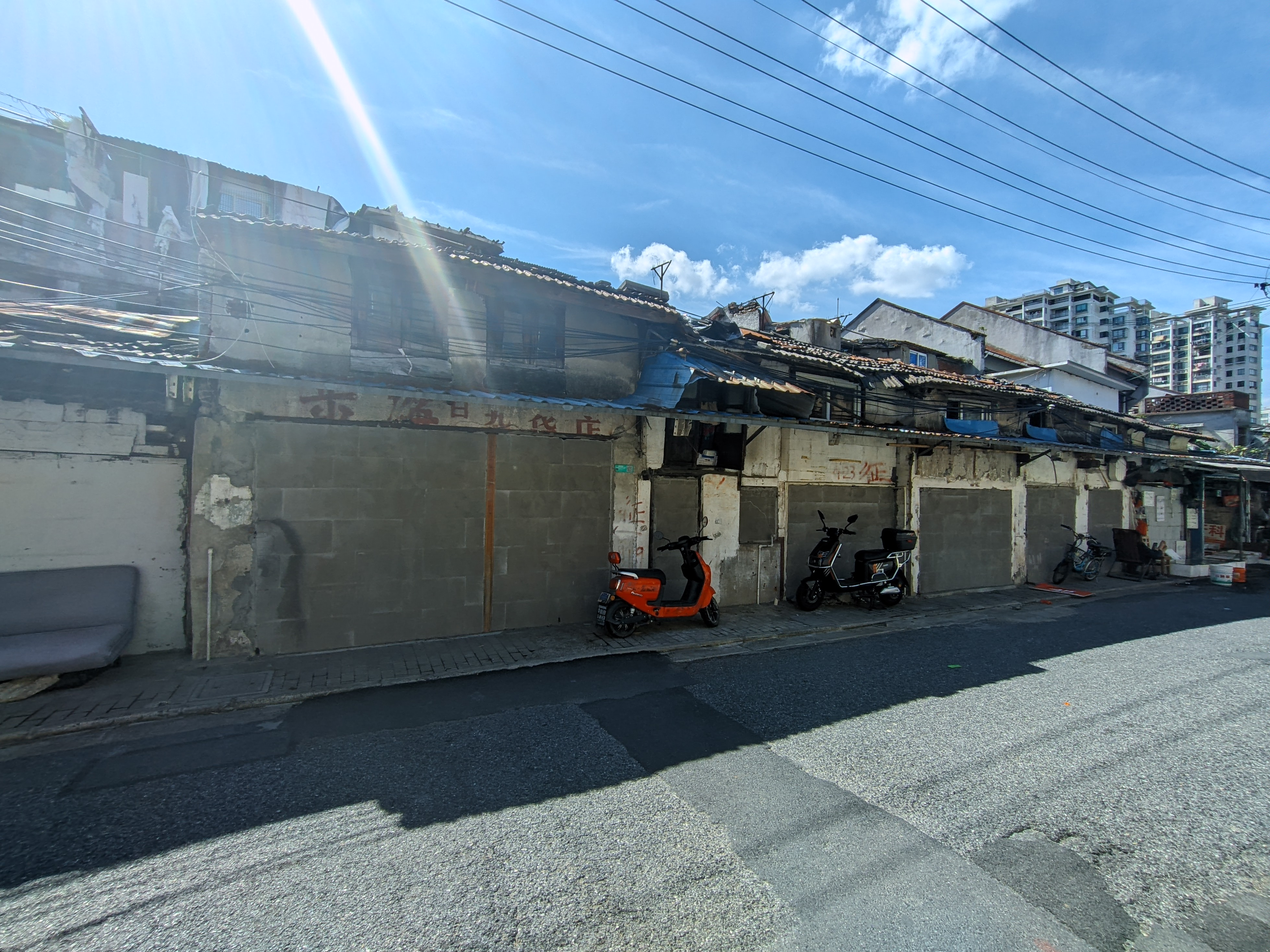
定海路街景（摄于2024年10月）

定海路是中華人民共和國上海市杨浦区一條西北-東南走向道路，西北起自平凉路，東南至定海路橋。道路全长890米，宽6米至15.1米。清朝宣统三年（1911年），當局開始规划道路，當時將道路命名為山达刚路（Sandakan Road），一作山大根路，路名來自於婆罗洲的地名山打根。中華民国4年（1915年），更名為定海路，路名來自於浙江定海。1980年代，作家程乃珊根据自己在杨浦区生活的经历创作了小说《穷街》。穷街的原型就是定海路。2021年12月19日，定海146街坊启动旧改二次征询。同時定海路的居民和商戶陆续搬迁。